# 635478 Fotonikalv
635478 Fotonikalv è un asteroide della fascia principale esterna. Scoperto nel 2013, presenta un'orbita caratterizzata da un semiasse maggiore pari a 3,022902 UA e da un'eccentricità di 0,079994, inclinata di 9,062826° rispetto all'eclittica.